# يوشيمي هاماساكي
يوشيمي هاماساكي (باليابانية: 濱崎 芳己) (16 مايو 1974 في شيزوكا في اليابان – )؛ هو لاعب كرة قدم سابق كان يلعب كلاعب وسط.

## وصلات خارجية
- يوشيمي هاماساكي على موقع قاعدة بيانات كرة القدم.إي يو (الإنجليزية)
- يوشيمي هاماساكي على موقع Soccerway.com (الإنجليزية)
- يوشيمي هاماساكي على موقع عالم كرة القدم.نت (الإنجليزية)